# 1962年緬甸軍事政變
1962年緬甸軍事政變，發生在1962年3月2日，標誌著緬甸威權統治的開始和緬甸國防軍至今在緬甸的獨裁統治。在這場政變中，軍方將由總理吳努率領的反法西斯人民自由同盟平民政府改為聯邦革命委員會，由奈溫將軍主持。

## 过程
1948年第二次世界大戰結束後，緬甸脫離英國獨立，成為民主社會主義國家，沒有跟隨印度加入英聯邦，並加入不結盟運動。當選的民選總理吳努於1949年2月1日任命奈溫為部隊參謀長取代克倫族出身人史密斯·當將軍。
然而，退化的經濟和社會失序卻令軍隊的作用變得重要。 
1958年10月，當社會不穩定上升到接近國家安全危機的水平時，文職政府和總理吳努要求軍方和奈溫參加作為臨時看守政府。一旦政治秩序得到恢復，看守政府就會進行大選，恢復民主統治。
軍隊在1960年選舉吳努第四次勝出大選之後，對軍隊的公眾支持得到加強，並承認了由吳努等人領導的反法西斯人民自由聯盟民選民權政府的權力。
看守政府在將權力交還給反法西斯人民自由聯盟政府不到兩年後再次奪權，奈溫成為國家元首擔任聯邦革命委員會主席，也是總理。他逮捕了吳努，蘇瑞泰等幾人，並宣布由高級軍官組成“革命委員會”統治的社會主義國家。苏瑞泰的一位兒子Sao Mye Thaik疑似被槍殺。
1962年7月仰光大學發生騷亂後，奈溫派遣部隊恢復秩序。他們向示威者開槍，摧毀學生會大樓。不久之後，奈溫在五分鐘的廣播演講中對國家發表了講話，結語如下：“如果這些動亂是為了挑戰我們，我宣布我們必須用劍和矛來戰勝”。1962年7月13日，在演講不到一個星期之後，奈溫離開緬甸前往奧地利，瑞士和英國“進行體檢”。此後所有大學關閉了兩年多，直至1964年9月。
在政變的頭12年，國家實施戒嚴，軍隊在國民經濟，政治和國家官僚體系中的作用大大擴大。在1974年新憲法之後，革命委員會將權力移交給政府，由一黨制緬甸社會主義綱領黨組成，該黨於1962年成立的。民選政府仍然是平民與軍事之間的混合，直到1988年9月18日。隨著全國8888民主運動和緬甸式社會主義政權崩盤，軍方再次接管國家，成立恢復法律和秩序委員會（然後更名為國家和平與發展委員會）。先後由蘇貌和丹瑞獨裁統治的軍政府長達23年，直到2011年，權力轉移給聯邦巩固与发展党，2021年緬甸再次發生軍事政變，軍方再次掌權。
這次政變雖逮捕了前總理吳努，五名內閣成員，司法部長以及三十多名政治家和撣邦和克耶邦前總理的領導人被捕。但只有一個人被殺，是總統蘇瑞泰的兒子，這就是政變被描述為無血的原因。